# Stotz (Haardt)
Die Stotz ist ein insgesamt 603,2 m ü. NHN hoher Berg im Pfälzerwald, der zum sogenannten „Kalmitmassiv“ gehört.

## Geographie

### Lage
Der Berg befindet sich innerhalb der Haardt, wie der Ostrand des Pfälzerwaldes bezeichnet wird. Die Südflanke gehört zur Waldgemarkung von Sankt Martin, die Nordflanke zu derjenigen von Maikammer. Er bildet einen Vorgipfel der sich unmittelbar nördlich anschließenden Kalmit (673,64 m ü. NHN) und besitzt somit lediglich eine geringe Dominanz. Südöstlich erstreckt sich der Breitenberg (545,2 m ü. NHN), nordöstlich die Kanzel (531,7 m ü. NHN), westlich der Hüttenberg (620,1 m}).

### Naturräumliche Zuordnung
1. Großregion 1. Ordnung: Schichtstufenland beiderseits des Oberrheingrabens
2. Großregion 2. Ordnung: Pfälzisch-saarländisches Schichtstufenland
3. Großregion 3. Ordnung: Pfälzerwald
4. Region 4. Ordnung (Haupteinheit): Mittlerer Pfälzerwald
5. Region 5. Ordnung: Haardt

## Verkehr
Entlang der Ostflanke verläuft die Kalmithöhenstraße, die mit der Landesstraße 515 identisch ist und die von Maikammer zur Hüttenhohl verläuft.

## Tourismus
Die fünfte Etappe des Prädikatswanderwegs Pfälzer Weinsteig sowie ein Wanderweg, der mit einem roten Punkt markiert ist und von Hertlingshausen bis nach Bobenthal führt, verlaufen über den Berg. Darüber hinaus befindet sich an seiner Nordflanke ein Trekkingplatz.